# Castillon-Debats
Castillon-Debats is een gemeente in het Franse departement Gers (regio Occitanie) en telt 301 inwoners (1999). De plaats maakt deel uit van het arrondissement Auch.

## Geografie
De oppervlakte van Castillon-Debats bedraagt 34,8 km², de bevolkingsdichtheid is 8,6 inwoners per km².
De onderstaande kaart toont de ligging van Castillon-Debats met de belangrijkste infrastructuur en aangrenzende gemeenten.

## Demografie
Onderstaande figuur toont het verloop van het inwonertal (bron: INSEE-tellingen).